# 李菡 (主持人)
李菡（1980年—），生于江苏南京，东方卫视女主持人。

## 生平
1998年考入北京广播学院，主修播音与主持专业。2002年毕业，出任中央电视台体育频道《早安中国》主持。2003年，出任江苏电视台教育频道《服务到家》主播。
2004年进入南京电视台，成为《直播南京》主播。2006年，跳槽东方卫视，与当时还是男友的邱启明搭档主持晨间新闻节目《看东方》。

## 家庭
丈夫邱启明是原中国中央电视台新闻主播，两人育有一子。邱启明早年在南京电视台工作，曾在中国中央电视台工作，被誉为“当家小生”、“金牌司仪”、“南京十大名嘴”、“央视最帅新闻主播”，现在湖南卫视主持交友节目《我们约会吧》。